# غريغوري إس. كلارك
غريغوري إس. كلارك (بالإنجليزية: Gregory S. Clark)‏ هو مدرس وسياسي أمريكي، ولد في 19 يوليو 1947، وتوفي في 30 نوفمبر 2012. نشط حزبياً في الحزب الجمهوري. وقد انتخب عضو مجلس نواب فيرمونت.